# Tour de France 2008/10. Etappe
Die 10. Etappe der Tour de France 2008 am 14. Juli war 156 Kilometer lang und verlief von Pau nach Hautacam. Es standen zwei Sprintwertungen sowie zwei Bergwertungen der Hors Catégorie (inklusive der Bergankunft) und zwei Bergwertungen der 3. Kategorie auf dem Programm.
Zunächst versuchten vier Fahrer davonzuziehen, daraus entwickelte sich eine 24-köpfige Ausreißergruppe. Die erste Bergwertung sichert sich David de la Fuente. Später entwickelte sich aus dieser Gruppe eine siebenköpfige Ausreißergruppe bestehend aus Markus Fothen, Fabian Cancellara, Hubert Dupont, Óscar Freire, Jérémy Roy, Rémy Di Gregorio und Leonardo Duque. Letzterer gewinnt die zweite Bergwertung. Óscar Freire gewann beide Sprintwertungen und sicherte sich damit das Grüne Trikot. Freddy Bichot versuchte unterdessen aufzuschließen. Am Anstieg zum Col du Tourmalet zogen vom Feld weitere Ausreißer davon, das Feld riss auseinander. Um Kim Kirchen bildete sich eine Gruppe von etwa 40 Fahrern, die allmählich kleiner wurde. Bei den Ausreißern konnte sich Rémy Di Gregorio absetzen. Sein Vorsprung auf das Feld betrug über acht Minuten. Cancellara, Dupont, Duque, Roy und Fothen nahmen die Verfolgung auf. Di Gregorio erreichte aber als erster den Gipfel. Riccardo Riccò führte danach das Feld über den Gipfel. Alejandro Valverde war unterdessen zurückgefallen. Am Anstieg nach Hautacam wurde Di Gregorio schließlich gestellt. Anschließend gab es wieder mehrere Angriffe. Fränk Schleck, Leonardo Piepoli und Wladimir Jefimkin bildeten ein Spitzentrio, zu denen sich Bernhard Kohl und Juan José Cobo gesellten. Kohl und Jefimkin verloren aber wieder den Kontakt, später konnte auch Schleck das Tempo nicht mehr halten. Der bisherige Träger des Gelben Trikots Kim Kirchen fiel ebenfalls zurück. Das Ziel in Hautacam wurde auf einer 30 Meter langen und 6 Meter breiten Zielgeraden erreicht. Piepoli gewinnt schließlich dort die Etappe vor seinem Teamkollegen Cobo. Schleck verpasste als Dritter um eine Sekunde das Gelbe Trikot, das sich Cadel Evans, der in der ersten Verfolgergruppe war, sichert. Riccardo Riccò, der wieder diese Verfolgergruppe anführte, sicherte sich das Gepunktete Trikot und das Weiße Trikot des besten Jungprofis. Nach Ende der Tour de France wurde Piepoli der Etappensieg wegen Dopings aberkannt.

## Aufgaben
- 147 Juri Trofimow – während der Etappe

## Sprintwertungen
- 1. Zwischensprint in Lamarque-Pontacq (Kilometer 44) (369 m ü. NN)

| Erster  | Óscar Freire    | 6 Pkt. |
| Zweiter | Romain Feillu   | 4 Pkt. |
| Dritter | Filippo Pozzato | 2 Pkt. |
- 2. Zwischensprint in Pouzac (Kilometer 74,5) (500 m ü. NN)

| Erster  | Óscar Freire   | 6 Pkt. |
| Zweiter | Leonardo Duque | 4 Pkt. |
| Dritter | Jérémy Roy     | 2 Pkt. |
- Zielsprint in Hautacam (Kilometer 156) (1520 m ü. NN)

| Erster      | Leonardo Piepoli      | 20 Pkt. |
| Zweiter     | Juan José Cobo        | 17 Pkt. |
| Dritter     | Fränk Schleck         | 15 Pkt. |
| Vierter     | Bernhard Kohl         | 13 Pkt. |
| Fünfter     | Wladimir Jefimkin     | 12 Pkt. |
| Sechster    | Riccardo Riccò        | 10 Pkt. |
| Siebter     | Carlos Sastre         | 9 Pkt.  |
| Achter      | Cadel Evans           | 8 Pkt.  |
| Neunter     | Denis Menschow        | 7 Pkt.  |
| Zehnter     | Christian Vande Velde | 6 Pkt.  |
| Elfter      | Moisés Dueñas         | 5 Pkt.  |
| Zwölfter    | Stéphane Goubert      | 4 Pkt.  |
| Dreizehnter | Vincenzo Nibali       | 3 Pkt.  |
| Vierzehnter | Mikel Astarloza       | 2 Pkt.  |
| Fünfzehnter | Kim Kirchen           | 1 Pkt.  |

## Bergwertungen
- Côte de Bénéjacq, Kategorie 3 (Kilometer 38,5) (469 m ü. NN; 2,6 km à 6,9 %)

| Erster  | David de la Fuente | 4 Pkt. |
| Zweiter | Filippo Pozzato    | 3 Pkt. |
| Dritter | Leonardo Duque     | 2 Pkt. |
| Vierter | Pierrick Fédrigo   | 1 Pkt. |
- Loucrup, Kategorie 3 (Kilometer 67) (522 m ü. NN; 2,0 km à 4,9 %)

| Erster  | Leonardo Duque   | 4 Pkt. |
| Zweiter | Rémy Di Gregorio | 3 Pkt. |
| Dritter | Markus Fothen    | 2 Pkt. |
| Vierter | Jérémy Roy       | 1 Pkt. |
- Col du Tourmalet, HC-Kategorie (Kilometer 106) (2115 m ü. NN; 17,7 km à 7,5 %)

Der Erste ist gleichzeitig Gewinner des "Souvenir Jacques Goddet".
| Erster   | Rémy Di Gregorio  | 20 Pkt. |
| Zweiter  | Jérémy Roy        | 18 Pkt. |
| Dritter  | Hubert Dupont     | 16 Pkt. |
| Vierter  | Leonardo Duque    | 14 Pkt. |
| Fünfter  | Markus Fothen     | 12 Pkt. |
| Sechster | Fabian Cancellara | 10 Pkt. |
| Siebter  | Óscar Freire      | 8 Pkt.  |
| Achter   | Riccardo Riccò    | 7 Pkt.  |
| Neunter  | Bernhard Kohl     | 6 Pkt.  |
| Zehnter  | Carlos Sastre     | 5 Pkt.  |
- Hautacam, HC-Kategorie (Kilometer 156) (1520 m ü. NN; 14,4 km à 7,2 %)

| Erster   | Leonardo Piepoli      | 40 Pkt. |
| Zweiter  | Juan José Cobo        | 36 Pkt. |
| Dritter  | Fränk Schleck         | 32 Pkt. |
| Vierter  | Bernhard Kohl         | 28 Pkt. |
| Fünfter  | Wladimir Jefimkin     | 24 Pkt. |
| Sechster | Riccardo Riccò        | 20 Pkt. |
| Siebter  | Carlos Sastre         | 16 Pkt. |
| Achter   | Cadel Evans           | 14 Pkt. |
| Neunter  | Denis Menschow        | 12 Pkt. |
| Zehnter  | Christian Vande Velde | 10 Pkt. |